# Venedictoffia flavicollis
Venedictoffia flavicollis är en fjärilsart som beskrevs av De Toulgoët 1977. Venedictoffia flavicollis ingår i släktet Venedictoffia och familjen björnspinnare. Inga underarter finns listade i Catalogue of Life.